# Vilhelm Lange
Kristian Vilhelm Lange (ur. 20 grudnia 1893 w Ringkøbing, zm. 17 listopada 1950 we Frederiksbergu) – duński gimnastyk, medalista olimpijski.
W 1920 r. reprezentował barwy Danii na letnich igrzyskach olimpijskich w Antwerpii, zdobywając złoty medal w ćwiczeniach wolnych drużynowo.